# Mauritania Airways
La compagnie de transport aérien Mauritania Airways, née d’un partenariat mauritano-tunisien, a été créé à Nouakchott, le 16 décembre 2006 avec un capital de presque 10 millions $. Elle est une société à capitaux mixtes, détenus à 51 % par Tunisair, à 39 % par le groupe Bouamatou et 10 % par le gouvernement mauritanien.
La compagnie a commencé ses activités le 7 novembre 2007 et a organisé son vol inaugural officiel le 26 novembre 2007. Elle offre cinq destinations en Afrique et deux dans l'Union Européenne.
Le 23 novembre 2010 Mauritania Airways entre dans la liste noire des compagnies aériennes interdites de vol dans l'Union européenne à la suite des problèmes de sécurité que la compagnie subit en ce moment. Le 24 janvier 2011, les derniers responsables tunisiens mettent la clé sous la porte des bureaux de Nouakchott et rentraient en Tunisie.

## Destinations
Mauritania Airways réalisait des vols régionaux et internationaux à destination de :
- Afrique :
  - Tunis ,  Tunisie
  - Dakar,  Sénégal
  - Bamako,  Mali
  - Casablanca (aéroport Mohammed-V),  Maroc
  - Abidjan,  Côte d'Ivoire
  - Conakry,  Guinée
- Europe :
  - Paris,  France
  - Las Palmas, îles Canaries,  Espagne

## Flotte
| Type d'appareil | Immatriculation |
| --------------- | --------------- |
| Boeing 737-700  | TS-IEA          |
| Boeing 737-700  | TS-IEB          |
| ATR 42          | TS-LBA          |